# Harleshäuser Kurve
| Streckennummer (DB): | 2550                 |                                          |                                          |
| Kursbuchstrecke (DB): | 430, 614.3, 614.4    |                                          |                                          |
| Streckenlänge: | 7,5 km               |                                          |                                          |
| Spurweite: | 1435 mm (Normalspur) |                                          |                                          |
| Streckenklasse: | D4                   |                                          |                                          |
| Stromsystem: | 15 kV 16,7 Hz ~      |                                          |                                          |
| Streckengeschwindigkeit: | 120 km/h             |                                          |                                          |
| Zugbeeinflussung: | PZB                  |                                          |                                          |
| Zweigleisigkeit: | durchgehend          |                                          |                                          |
| |                      |                                          |                                          |
| Bundesländer: | Hessen               |                                          |                                          |
| \| \| \| Hauptstrecke von Hofgeismar RT1 \| \| \| \| \| Strecke von Wolfhagen RT4 \| \| \| \| 337,7 \| Vellmar-Obervellmar \| Vellmar-Obervellmar \| \| \| \| (ursprüngliche Strecke westlich des Rbf) \| \| \| \| \| Unterführung EKZ \| \| \| \| 338,5 \| Vellmar-Osterberg/EKZ \| Vellmar-Osterberg/EKZ \| \| \| \| Zum Feldlager \| \| \| \| \| Günterslohe \| \| \| \| \| Kiefernweg \| \| \| \| \| Kiefernweg (bis 2012) \| \| \| \| \| Waldecker Straße \| \| \| \| 340,2 \| Kassel-Jungfernkopf \| Kassel-Jungfernkopf \| \| \| \| Wegmannstraße (bis 2012) \| \| \| \| \| Geilebach mit Unterführung \| \| \| \| 341,4 \| Kassel-Harleshausen \| Kassel-Harleshausen \| \| \| \| Wolfhager Straße (B 251) \| \| \| \| \| Steinäcker \| \| \| \| 342,5 \| Kassel-Kirchditmold \| Kassel-Kirchditmold \| \| \| \| Zentgrafenstraße (K7) \| \| \| \| \| \| \| \| \| \| SFS Hannover–Würzburg \| \| \| \| \| Güterstrecke nach Kassel-Wilhelmshöhe \| \| \| \| \| Main-Weser-Bahn von Frankfurt RT5 \| \| \| \| \| Tannenstraße/Tannenbrücke \| \| \| \| \| Hannöversche Südbahn von Hannover \| \| \| \| \| \| Systemwechsel 15 kV~ / 600 V= \| \| \| 345,2 \| Kassel Hbf \| Kassel Hbf \| \| \| \| RegioTram Kassel RT1 RT4 RT5 \| \| |                      |                                          |                                          |
| Strecke |                      | Hauptstrecke von Hofgeismar RT1          | Hauptstrecke von Hofgeismar RT1          |
| Abzweig geradeaus und von rechts |                      | Strecke von Wolfhagen RT4                | Strecke von Wolfhagen RT4                |
| Bahnhof | 337,7                | Vellmar-Obervellmar                      | Vellmar-Obervellmar                      |
| Abzweig geradeaus und nach links |                      | (ursprüngliche Strecke westlich des Rbf) | (ursprüngliche Strecke westlich des Rbf) |
| Brücke |                      | Unterführung EKZ                         | Unterführung EKZ                         |
| Haltepunkt / Haltestelle | 338,5                | Vellmar-Osterberg/EKZ                    | Vellmar-Osterberg/EKZ                    |
| Strecke mit Straßenbrücke |                      | Zum Feldlager                            | Zum Feldlager                            |
| Brücke |                      | Günterslohe                              | Günterslohe                              |
| Strecke mit Straßenbrücke |                      | Kiefernweg                               | Kiefernweg                               |
| ehemaliger Bahnübergang |                      | Kiefernweg (bis 2012)                    | Kiefernweg (bis 2012)                    |
| Brücke |                      | Waldecker Straße                         | Waldecker Straße                         |
| Haltepunkt / Haltestelle | 340,2                | Kassel-Jungfernkopf                      | Kassel-Jungfernkopf                      |
| ehemaliger Bahnübergang |                      | Wegmannstraße (bis 2012)                 | Wegmannstraße (bis 2012)                 |
| Brücke über Wasserlauf |                      | Geilebach mit Unterführung               | Geilebach mit Unterführung               |
| Haltepunkt / Haltestelle | 341,4                | Kassel-Harleshausen                      | Kassel-Harleshausen                      |
| Strecke mit Straßenbrücke |                      | Wolfhager Straße (B 251)                 | Wolfhager Straße (B 251)                 |
| Brücke |                      | Steinäcker                               | Steinäcker                               |
| Haltepunkt / Haltestelle | 342,5                | Kassel-Kirchditmold                      | Kassel-Kirchditmold                      |
| Brücke |                      | Zentgrafenstraße (K7)                    | Zentgrafenstraße (K7)                    |
| Verschwenkung von links |                      |                                          |                                          |
| Kreuzung geradeaus oben · Strecke quer |                      | SFS Hannover–Würzburg                    | SFS Hannover–Würzburg                    |
| Kreuzung geradeaus oben · Strecke quer |                      | Güterstrecke nach Kassel-Wilhelmshöhe    | Güterstrecke nach Kassel-Wilhelmshöhe    |
| Kreuzung geradeaus oben · Strecke von rechts |                      | Main-Weser-Bahn von Frankfurt RT5        | Main-Weser-Bahn von Frankfurt RT5        |
| Strecke mit Straßenbrücke · Strecke mit Straßenbrücke |                      | Tannenstraße/Tannenbrücke                | Tannenstraße/Tannenbrücke                |
| Abzweig geradeaus und nach links · Abzweig geradeaus, von links und von rechts |                      | Hannöversche Südbahn von Hannover        | Hannöversche Südbahn von Hannover        |
| Grenze mit U-Bahn · Strecke |                      |                                          | Systemwechsel 15 kV~ / 600 V=            |
| U-Bahn-Bahnhof Tunnelanfang · Kopfbahnhof Streckenende | 345,2                | Kassel Hbf                               | Kassel Hbf                               |
| U-Bahn-Strecke (im Tunnel) |                      | RegioTram Kassel RT1 RT4 RT5             | RegioTram Kassel RT1 RT4 RT5             |

Als Harleshäuser Kurve wird ein Teilstück der Bahnstrecke Kassel–Warburg, zwischen dem Kasseler Hauptbahnhof und dem Bahnhof Vellmar-Obervellmar, bezeichnet. Benannt ist der Streckenabschnitt nach dem heutigen Kasseler Stadtteil Harleshausen, durch den er führt. Die heute hauptsächlich von der RegioTram Kassel befahrene Strecke wurde von 2007 bis 2013 modernisiert: Es wurden die neuen Haltepunkte Kirchditmold, Jungfernkopf und Osterberg/EKZ errichtet sowie beim Haltepunkt Jungfernkopf eine Schrankenanlage durch eine Straßenunterführung ersetzt.

## Geschichte
Die Harleshäuser Kurve wurde am 29. August 1848 fertiggestellt. 1913 wurde der Abschnitt zwischen Kassel-Harleshausen und Kassel Hauptbahnhof dreigleisig ausgebaut. Das neue Gleis zweigte südlich des Haltepunktes Harleshausen ab und folgte der Bahnstrecke westlich mit stetigem Höhengewinn. Nach rund 600 Metern überquerte das Gleis die Hauptbahnstrecke mit einem Überwerfungsbauwerk und verlief dann östlich der Bahnstrecke parallel auf einem Bahndamm bis kurz vor den Kasseler Hauptbahnhof. Durch das dritte Gleis konnten Schnellzüge, die von Westfalen über den Kasseler Hauptbahnhof Richtung Bebra verkehrten, die nördlichen Bahnsteige des Hauptbahnhofs benutzen, ohne dass andere Fahrstraßen im Vorfeld des Hauptbahnhofs gekreuzt werden mussten. Mit der Elektrifizierung musste diese Streckenführung aufgegeben werden, da das Überwerfungsbauwerk nicht mehr die erforderliche Höhe aufwies. Heutzutage noch vorhanden sind Reste dieses Bauwerkes (im Volksmund Viadukt genannt), die zweite erhöhte Brücke über die Straße Steinäcker und Widerlager der Brücke über die Zentgrafenstraße. Die alte Bahntrasse wurde beim Bau des Haltepunkt Kassel-Kirchditmold von Baufahrzeugen befahren, die so Baumaterialien auf den Bahndamm bringen konnten.

## Bedienung
Bis Dezember 2013 verkehrte der Sauerland-Express über die Harleshäuser Kurve; nun fahren diese Züge durch den Kasseler Rangierbahnhof direkt in den Bahnhof Kassel-Wilhelmshöhe – ohne die Kurve zu durchfahren; der Kasseler Hauptbahnhof wird nicht mehr bedient. Seit Dezember 2013 wird sie nur noch von der RegioTram Kassel befahren, und zwar in den Hauptverkehrszeiten im Viertelstundentakt, sonst halbstündlich.
| Linie | Verlauf | Fahrzeit   | Inbetriebnahme |
| ----- | --- | ---------- | -------------- |
| RT1   | Hümme – Hofgeismar – Immenhausen – Vellmar – Kassel Hauptbahnhof – Kassel, Königsplatz – Kassel, Holländische Straße | 57 Min.    | 2005           |
| RT4   | Wolfhagen – Zierenberg – Vellmar – Kassel Hauptbahnhof – Kassel, Königsplatz – Kassel, Holländische Straße           | 68/49 Min. | 2006           |

## Bahnhöfe

### Vellmar-Obervellmar
Am Bahnhof Vellmar-Obervellmar zweigt die Bahnstrecke Vellmar–Volkmarsen von der Bahnstrecke Kassel–Warburg ab, sowie die Bahnstrecke durch den Kasseler Rangierbahnhof nach Wilhelmshöhe. In den letzten Jahren wurde der Bahnhof im Zuge des Ausbaus der Bahnstrecke Vellmar–Volkmarsen um das dritte Gleis erweitert, das seit Dezember 2013 offiziell in Betrieb ist. Es halten dort neben der RegioTram auch der Regional-Express Korbach–Kassel der Kurhessenbahn.

### Vellmar-Osterberg/EKZ
Der umgebaute Haltepunkt Vellmar-Osterberg/EKZ wurde für die RegioTram Kassel am 13. Dezember 2008 eingeweiht. Direkt neben den Gleisen des Haltepunktes verlaufen die Gleise, die nicht durch die Harleshäuser Kurve zum Kasseler Hauptbahnhof, sondern durch den Kasseler Rangierbahnhof zum Bahnhof Kassel-Wilhelmshöhe führen.

### Kassel-Jungfernkopf
Auch am 13. Dezember 2008 wurde der vorgängerlose Haltepunkt Kassel-Jungfernkopf eröffnet. Die benachbarte Schrankenanlage am Abzweig der Wegmannstraße von der Schenkebier Stanne, ein ehemaliger Gefahrenpunkt für den Straßenverkehr, wurde am 24. November 2012 für immer geschlossen und noch am selben Tag der bei den Schranken und im Gleiskörper befindliche Straßenabschnitt rückgebaut. Von 2011 bis 2012 wurde etwa 150 m weiter nordöstlich unterhalb des Haltepunktes zwischen den Straßen Schenkebier Stanne und Eisenbahnweg in der Waldecker Straße eine lange geplante Straßenunterführung geschaffen. Die erste Kraftfahrzeugdurchfahrt geschah am Tag der Schrankenschließung.

### Kassel-Harleshausen
Harleshausen bekam erst Anfang des 20. Jahrhunderts einen Bahnhof, obwohl die Bahnstrecke schon seit 1848 die damalige Gemeinde tangierte; der Ortskern des heutigen Kasseler Stadtteils liegt etwa 1000 m nordwestlich des Haltepunktes. Der erste Brückenbau, auf welcher die Wolfhager Straße (aktuell Teil der B 251) am damaligen Bahnhof und heutigen Haltepunkt über die Harleshäuser Kurve führt, wurde 1907 errichtet. Die zwei prachtvollen Empfangsgebäude wurden bei der Elektrifizierung der Bahnstrecke abgerissen. Der in den 1970er Jahren gebaute Bahnhofspavillon ist geschlossen. Der heutige Haltepunkt Kassel-Harleshausen ist der einzige nicht barrierefreie Haltepunkt an der Harleshäuser Kurve.

### Kassel-Kirchditmold
Der heutige Haltepunkt Kassel-Kirchditmold ist ein Neubau und nicht zu verwechseln mit dem alten Haltepunkt an der Main-Weser-Bahn, der beim Neubau der Schnellfahrstrecke Hannover–Würzburg aufgelassen wurde. Mit Eröffnung im April 2009 ist er der letzte in Betrieb gegangene Haltepunktneubau an der Harleshäuser Kurve und befindet sich beim Übergangsbereich der Christbuchenstraße in die Straße Steinäcker.

### Kassel Hauptbahnhof
Der Kasseler Hauptbahnhof ist der Endpunkt der Harleshäuser Kurve. Dort besteht für Züge der RegioTram Kassel Verbindung zum und vom Netz der Straßenbahn Kassel, was durch den am 19. August 2007 eingeweihten und seitdem in beiden Richtungen befahrbaren zweigleisigen Tunnel unterhalb des Hauptbahnhofs möglich ist.